# Casa Barezzi
Il Museo di Casa Barezzi, più noto come Casa Barezzi, ha sede in via Roma 119 a Busseto, in provincia di Parma.
L'edificio, antica dimora di Antonio Barezzi, benefattore e suocero di Giuseppe Verdi, ospita un percorso museale di cimeli legati al Maestro, che si esibì al pubblico per la prima volta proprio nello storico Salone, oggi sede dell'Associazione Amici di Verdi.

## Storia
La casa, affacciata sulla centralissima piazza Giuseppe Verdi, apparteneva all'inizio del XIX secolo ad Antonio Barezzi, droghiere benestante e grande appassionato di musica, tanto da fondare nel 1816, col fratello Orlando e col cognato Giuseppe Demaldè, la Filarmonica di Busseto, con sede proprio nell'edificio.
Accortosi delle grandi capacità di Giuseppe Verdi, il Barezzi lo accolse nella sua dimora, incoraggiandolo nella sua passione. Nel 1830 il giovane Verdi si esibì pubblicamente per la prima volta nel Salone della casa, ove conobbe anche Margherita, figlia del suo mecenate e sua futura sposa; l'anno seguente si trasferì nell'edificio, prima di spostarsi a Milano per completare gli studi, finanziati dal Monte di Pietà di Busseto e da Antonio Barezzi stesso.

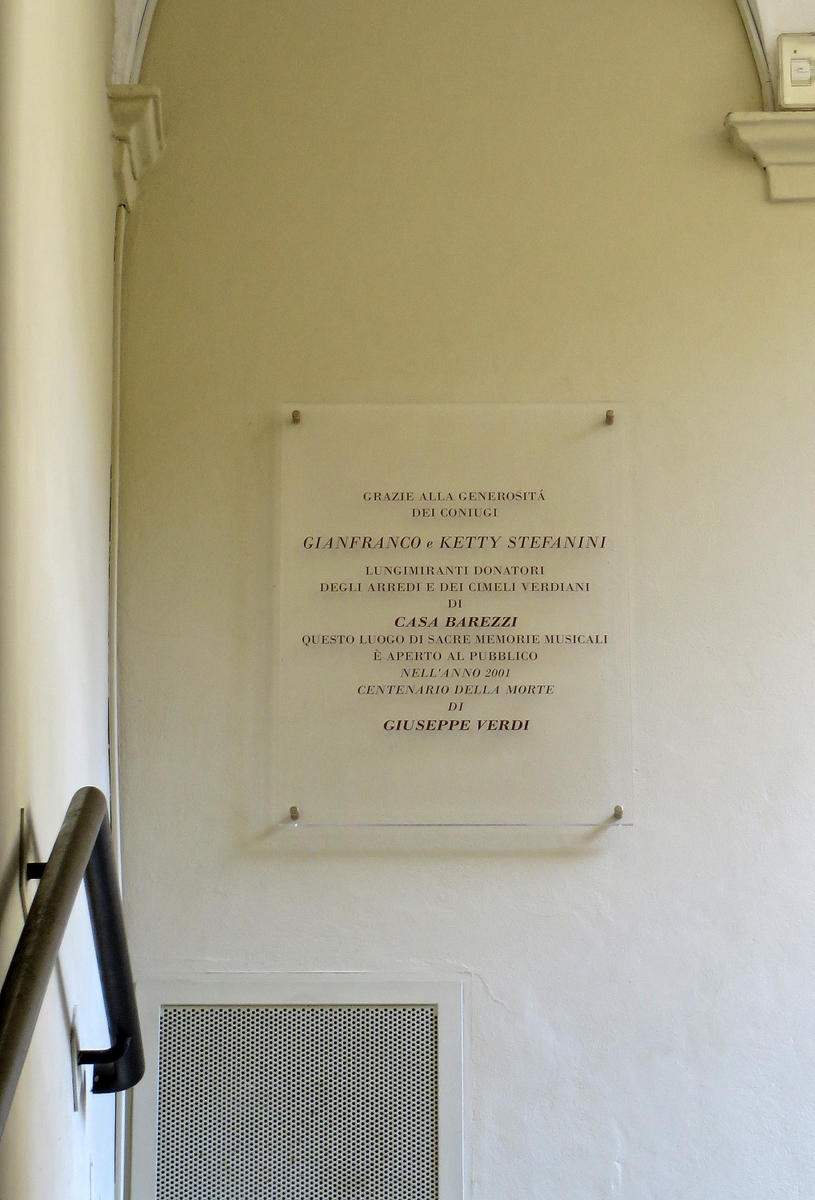
Targa commemorativa apposta nel 2001 lungo la scala d'accesso al museo

Al suo ritorno a Busseto nel 1836, Giuseppe Verdi sposò Margherita, celebrando la festa di nozze all'interno del Salone. Anche in seguito alla scomparsa della moglie avvenuta nel 1840, il Maestro continuò a frequentare la casa del suocero, ove compose l'opera I due Foscari.
Alcuni anni dopo il decesso di Antonio Barezzi verificatosi nel 1867, i suoi eredi incaricarono l'artista Giuseppe Baisi di decorare il Salone in stile eclettico.
Nel 1913, per celebrare il primo centenario dalla nascita di Giuseppe Verdi, fu affissa sulla facciata una grande lapide in marmo, con al centro un medaglione in bronzo raffigurante Antonio Barezzi, realizzato da Luigi Secchi, e al di sotto un'iscrizione dettata da Arrigo Boito.
La casa, mantenutasi pressoché intatta fino alla metà del XX secolo, fu successivamente alienata dagli eredi dei Barezzi, che vendettero anche gli arredi. Fu poi acquistata dalla Banca Nazionale dell'Agricoltura (oggi Monte dei Paschi di Siena), che affidò la gestione del Salone all'Associazione Amici di Verdi, che ne avviò il recupero e la riapertura al pubblico, celebrata solennemente il 26 maggio 1979 alla presenza del soprano Renata Tebaldi; l'ambiente divenne così la sede di concerti ed incontri di carattere culturale.
Nel 1998 il Salone fu nuovamente restaurato, unitamente agli altri ambienti del primo piano, in vista della trasformazione in museo, resa possibile dalla donazione di numerosi cimeli verdiani da parte dell'ex sindaco Gianfranco Stefanini, che già in passato aveva notevolmente contribuito all'allestimento del Salone. Nel 2001, in occasione del primo centenario della morte di Giuseppe Verdi, fu inaugurato solennemente il nuovo allestimento, alla presenza del maestro Riccardo Muti; pochi giorni dopo il museo fu visitato anche dal Presidente della Repubblica Carlo Azeglio Ciampi.

## Percorso espositivo

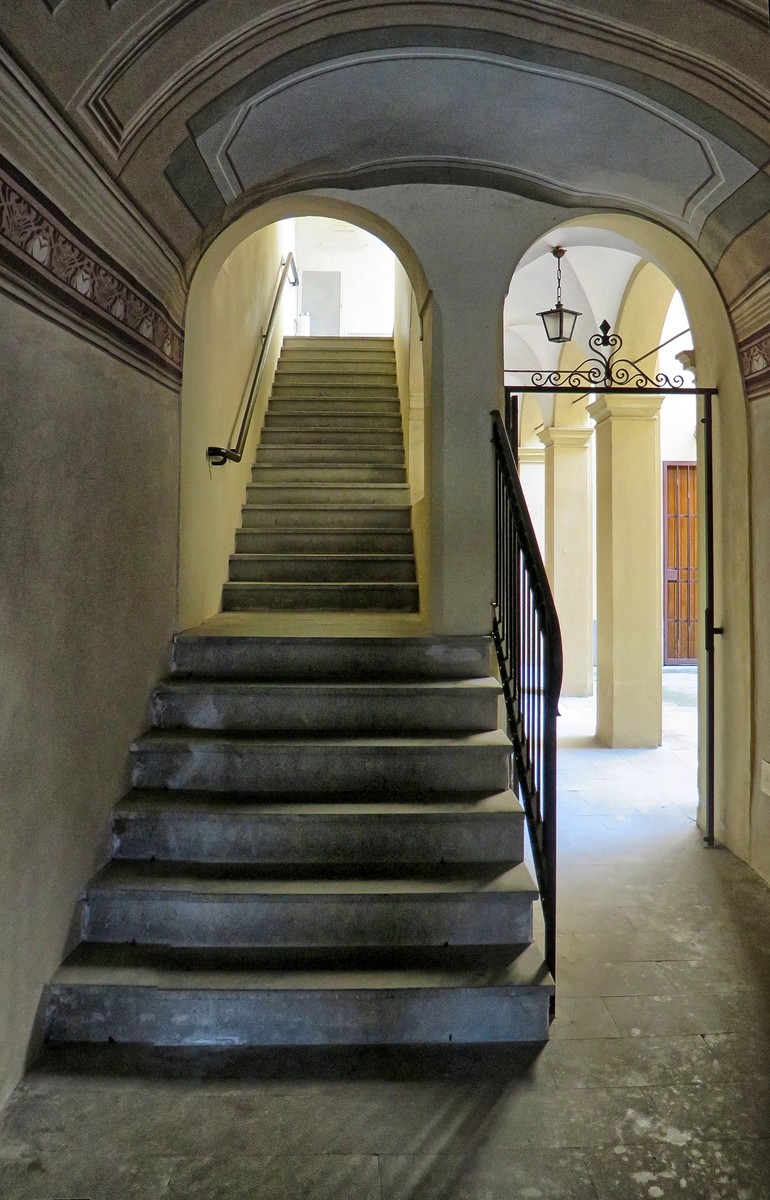
Atrio

Il museo è ospitato nelle sale del primo piano dell'edificio.

### Salone Barezzi

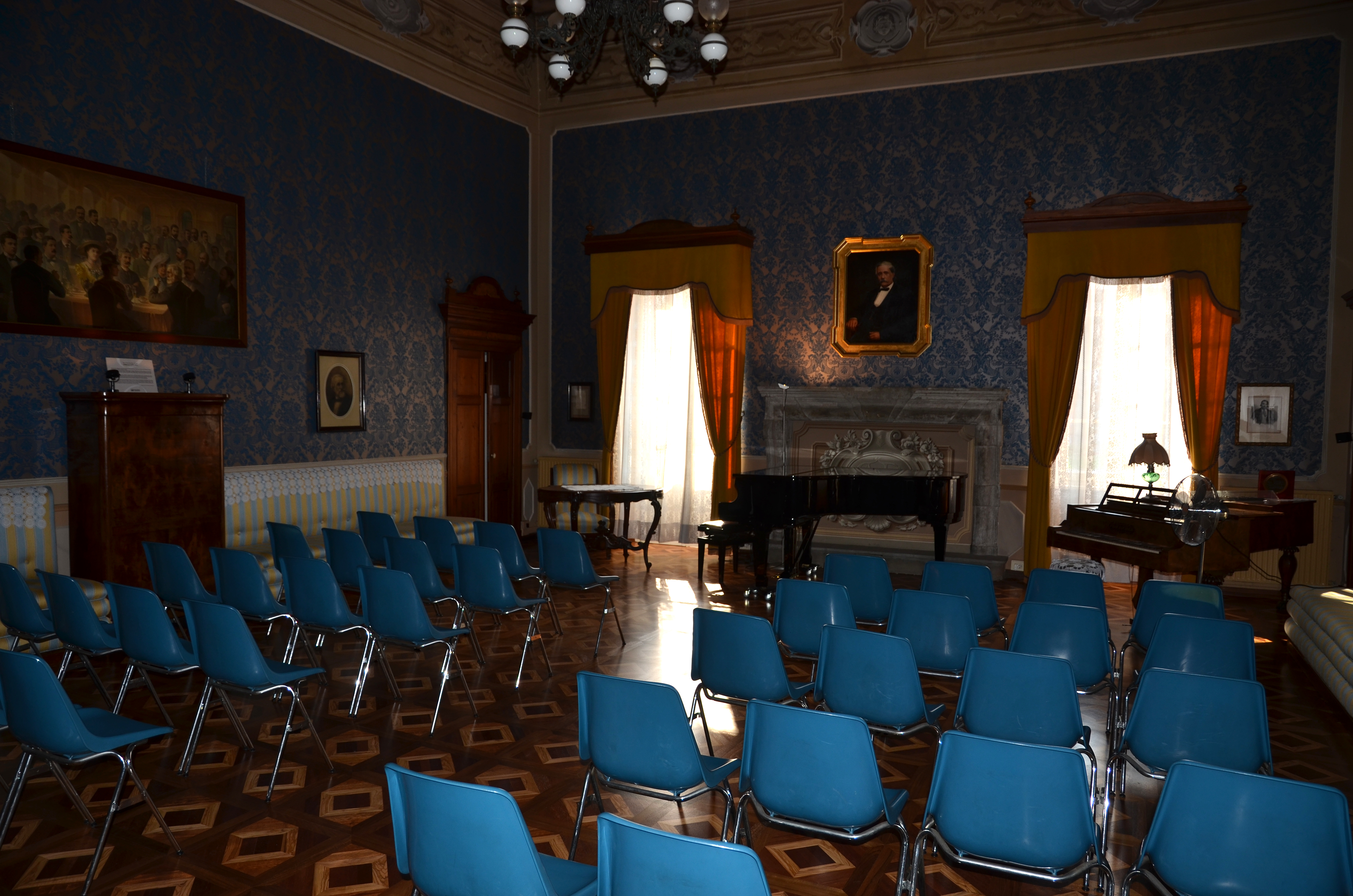
Salone Barezzi

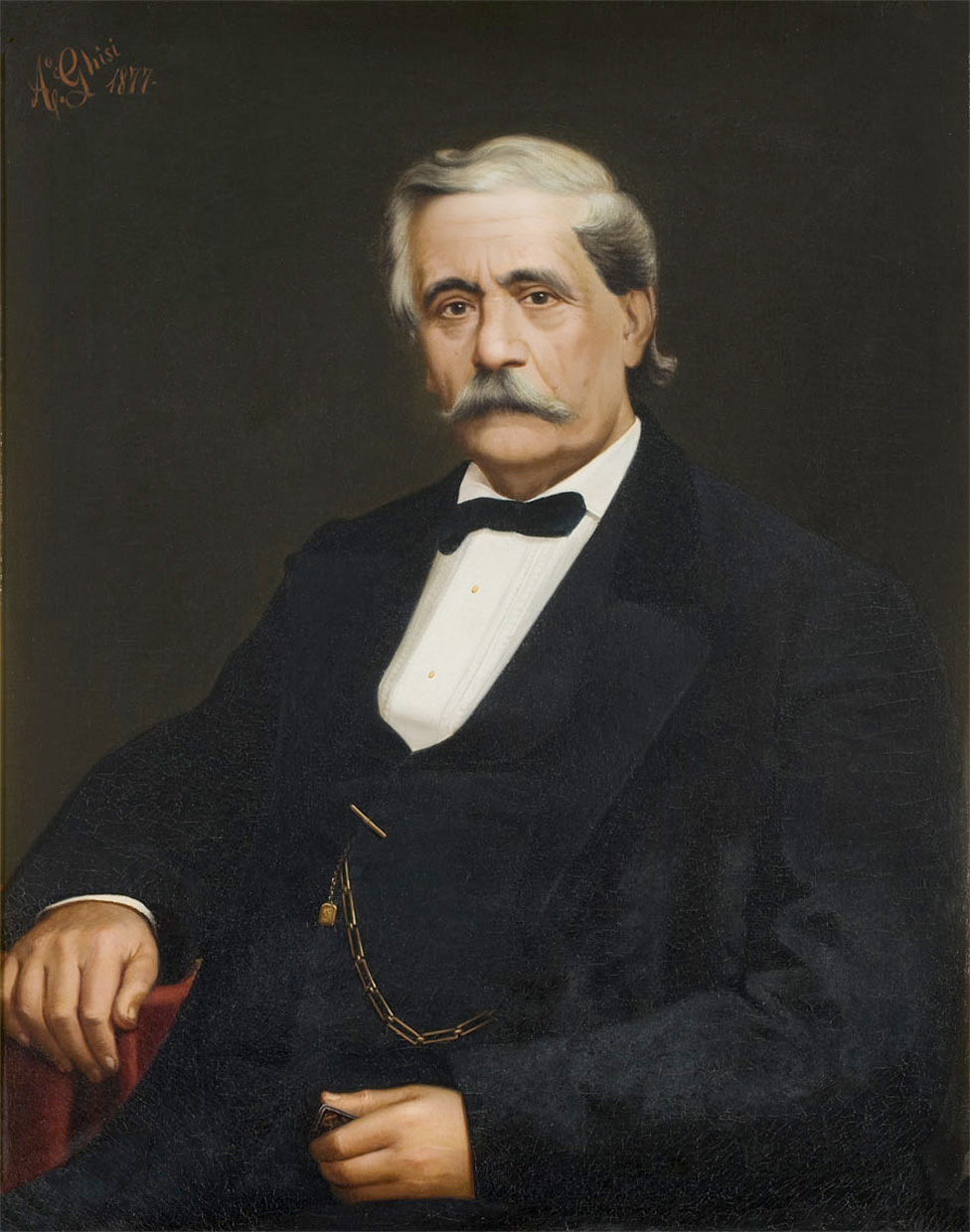
A. Ghisi, Ritratto di Antonio Barezzi, 1877

L'ambiente di maggior importanza è rappresentato dal Salone Barezzi, restaurato nei tratti eclettici tardo-ottocenteschi nel 1998; Il soffitto e la fascia superiore delle pareti sono decorati con affreschi di Giuseppe Baisi, mentre i muri sono ornati con tappezzerie in stile.
L'ampia stanza conserva ancora gli arredi originari, recuperati e donati da Gianfranco Stefanini; il pezzo più pregevole è rappresentato dal fortepiano viennese Anton Tomaschek, che Giuseppe Verdi utilizzò per comporre I due Foscari e successivamente suonò con le note del Va, pensiero per consolare gli ultimi istanti di vita del suocero.
Al di sopra del grande camino in pietra risalente al XVII secolo, campeggia il ritratto di Antonio Barezzi, dipinto nel 1877 dal pittore Ghisi. Sulle altre pareti sono appesi altri ritratti di famiglia ed un grande olio raffigurante Verdi seduto al Caffè Cova di Milano con Puccini, Mascagni, Leoncavallo, Catalani e Toscanini, opera novecentesca di Romano Di Massa; sono inoltre esposti una serie di autografi verdiani e alcuni bozzetti del costumista Alfredo Edel.

### Altre sale

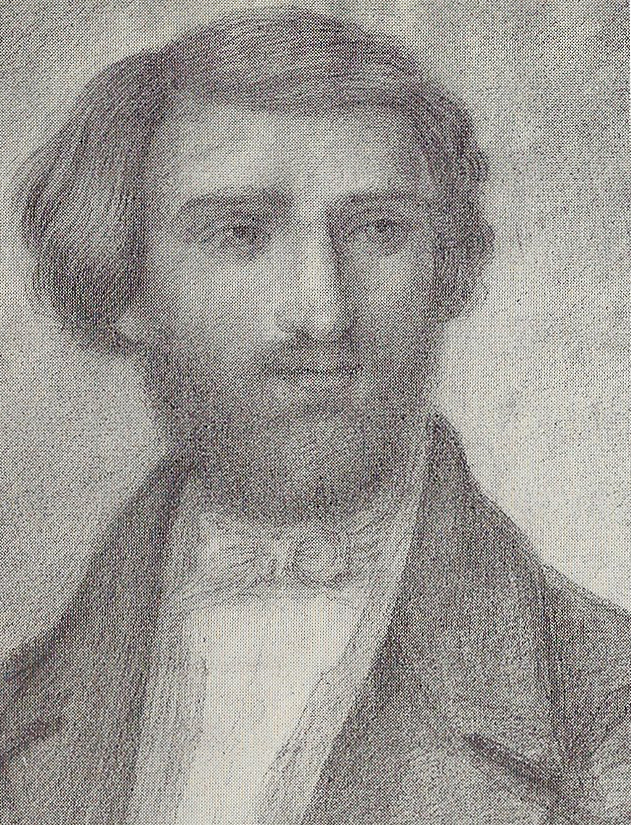
Stefano Barezzi, Ritratto di Giuseppe Verdi, 1836

Le sale adiacenti espongono una cospicua raccolta di testimonianze della carriera artistica di Giuseppe Verdi.
Il primo oggetto visibile è un busto in bronzo raffigurante il Maestro, realizzato dall'artista Vincenzo Gemito.
Numerosi sono poi i ritratti di Giuseppe Verdi, a partire da un carboncino realizzato da Stefano Barezzi nel 1836, seguito da un disegno di Francesco Duranti del 1872 ed un pastello dipinto da Francesco Paolo Michetti nel 1887; compare poi un ritratto raffigurante Ferdinando Provesi, primo insegnante di Verdi.
Seguono numerosi documenti scritti dal Maestro, tra cui una supplica alla duchessa Maria Luigia risalente al 1837 e l'abbozzo con le modifiche al finale del III atto dell'Otello del 1894.
Sono inoltre conservate alcune testimonianze relative ad Emanuele Muzio, unico allievo di Verdi. Segue una sezione dedicata a Giuseppina Strepponi, seconda moglie del Maestro, della quale sono esposti un ritratto ad olio del 1835 ed alcuni documenti della sua carriera artistica. Sono poi conservate le incisioni dei ritratti di oltre 60 cantanti ottocenteschi delle opere verdiane.
Seguono numerose testimonianze relative alla scomparsa del Maestro, tra cui il primo manoscritto dell'ode In morte di Giuseppe Verdi, composta da Gabriele D'Annunzio nel 1901.
Sono infine esposti manifesti e locandine delle stagioni operistiche più importanti del Teatro Giuseppe Verdi di Busseto.

### Biblioteca
La biblioteca, facente parte dal 2012 del Sistema Bibliotecario Parmense, conserva oltre 500 volumi di carattere musicale, la maggior parte dei quali incentrati sulla figura di Giuseppe Verdi, oltre ad un ricchissimo archivio musicale di circa 1000 dischi in vinile a 33 giri, 1600 CD, 100 DVD, audiocassette e videocassette VHS.
Il patrimonio raccolto deriva prevalentemente da tre importanti donazioni avvenute negli anni, da parte di Anthony Rocco Schipper Suppa, di Gianfranco Stefanini e di Leopoldo Andreoli.
A parte sono conservate le registrazioni audio dei concerti più importanti organizzati dall'Associazione Amici di Verdi a partire dalla sua fondazione.